# Venadillo (ort)
Venadillo är en ort i Colombia.   Den ligger i departementet Tolima, i den centrala delen av landet, 90 km väster om huvudstaden Bogotá. Venadillo ligger 334 meter över havet och antalet invånare är 11 310.
Terrängen runt Venadillo är platt åt sydost, men åt nordväst är den kuperad. Runt Venadillo är det ganska tätbefolkat, med 72 invånare per kvadratkilometer. Närmaste större samhälle är Lérida, 16,0 km norr om Venadillo. Omgivningarna runt Venadillo är en mosaik av jordbruksmark och naturlig växtlighet.